# L'Impero romano (serie televisiva)
L'Impero romano (Roman Empire) è una serie statunitense/canadese nata nel 2016, prodotta e distribuita da Netflix. La serie ibrida una narrazione classica da fiction televisiva (pur basata sulle ricostruzioni storiche) e un approccio documentaristico con esperti storici e un narratore che spiegano gli eventi e i contesti sviscerando i personaggi.
La serie descrive, stagione dopo stagione, le biografie di grandi imperatori romani: dalle origini, al loro apice terminando con la loro fine. La prima stagione analizza la figura dell'imperatore Commodo, la seconda del console e dittatore Giulio Cesare, mentre la terza dell'imperatore pazzo Caligola.

## Episodi
| Stagione         | Episodi | Pubblicazione originale | Pubblicazione in italiano |
| ---------------- | ------- | ----------------------- | ------------------------- |
| Prima stagione   | 6       | 2016                    | 2016                      |
| Seconda stagione | 5       | 2018                    | 2018                      |
| Terza stagione   | 4       | 2019                    | 2019                      |

## Cast

### Narratore in lingua originale
- Sean Bean (solo 1ª stagione)
- Steve West (dalla 2ª stagione)

### Potere e sangue
- Commodo, interpretato da Aaron Jakubenko
- Bruttia Crispina, interpretata da Ella Becroft
- Cassio Dione, interpretato da Edwin Wright
- Marcia (Marzia), interpretata da Genevieve Aitken
- Cleandro, interpretato da Jared Turner
- Marco Aurelio, interpretato da John Bach
- Annia Aurelia Galeria Lucilla, interpretata da Tai Berdinner-Blade
- Saotero, interpretato da Calum Gittins
- Pertinace, interpretato da Shane Bartle
- Narcisso, interpretato da Mike Edward

### Il signore di Roma
- Giulio Cesare, interpretato da Ditch Davey
- Marco Antonio, interpretato da Tim Carlsen
- Servilia, interpretata da Natalie Medlock
- Marco Giunio Bruto, interpretato da Ben Black
- Pompeo Magno, interpretato da Stephen Lovatt
- Marco Licinio Crasso, interpretato da Wesley Dowdell
- Marco Porcio Catone Uticense, interpretato da Andrew Robertt
- Giovane Cesare, interpretato da Taylor Hall
- Cleopatra, interpretata da Jessica Green
- Gulia, interpretata da Phoenix Connelly

### Caligola: L'imperatore pazzo
- Caligola, interpretato da Ido Drent[2]
- Tiberio, interpretato da Craig Walsh-Wrightson
- Claudio, interpretato da Kelson Henderson
- Cassio, interpretato da Colin Moy
- Agrippina, interpretata da Teressa Liane
- Tiberio Gemello, interpretato da Leon Wadham
- Quinto Nevio Cordo Sutorio Macrone, interpretato da Michael Morris
- Livilla, interpretata da Molly Leishman
- Drusilla, interpretata da Elizabeth Dowden